# Jack London-tó
A Jack London-tó (oroszul: озеро Джека Лондона) egy végmorénató Oroszország Magadani területén. A távol-keleti Szibéria rendkívül elszigetelt helyén fekszik, 570 kilométerre északra Magadantól; épített utak nem vezetnek hozzá. A vidék egyik legszebbnek tartott helye, környékét a norvég fjordokhoz hasonlítják, kedvelt turistacélpont.

## Fekvése
A Kolima felső folyásánál fekszik, az Anngacsak-hegység legmélyebb medencéjében, a Bolsoj Anngacsak (Большой Аннгачак) és az Uaza-Ina (Уаза-Ина) vonulatai között. A legközelebbi település Jagodnoje, 70 kilométerre. Tengerszint feletti magassága 803 méter, közelében több, 2000 métert meghaladó hegycsúcs van.
Megközelíthető északról, a R504 Kolima országút („csontok útja”) felől. Az országúti letérő Jagodnoje közelében van, innen közel 70 kilométeres, csak kedvező időjárási feltételek mellett járható földút vezet a tóig. Környéke természetvédelmi terület.

## Leírása
Keskeny, északnyugat-délkelet irányban elnyúlt alakú; hosszúsága 10, szélessége 1,5 kilométer, legnagyobb mélysége 50 méter. Partja lankás, néhol homokos, máshol szibériai törpefenyővel és vörösfenyővel borított. A tóban négy kisebb sziget van, az egyiken egy egész évben aktív meteorológiai állomás található.
A Jack London-tóhoz északon a Táncoló pérek tava (озеро Танцующих Хариусов) csatlakozik, melynek partján egy ifjúsági tábor van. Ebből a tóból ered a Kjuel-szien (Кюель-Сиен) folyó, mely a Kolimába ömlik. A medencében hat további, kisméretű tó található. Számos turistaút indul a környező hegyekbe.
Boreális éghajlat uralkodik, a januári átlaghőmérséklet -33 °C, a júliusi +12 °C. A tó októberben fagy be, a jégréteg vastagsága a 2 métert is eléri, és csak július végén olvad fel teljesen. Télen gyakoriak a hóviharok, nyáron pedig az eső.

## Elnevezése
A tavat Jack London amerikai író tiszteletére nevezték el. London volt azon kevés nyugati írók egyike, kiknek művei a szovjet időszak alatt is népszerűségnek örvendtek az oroszok körében. Az elnevezést Jurij Bilibin geológus, a Kolima-vidék első tanulmányozója javasolta. Pjotr Szkornyakov geológus támogatta az ötletet, és a tó 1932 óta Jack London nevét viseli.
Egy legenda szerint a geológusok Jack London Martin Eden című regényének egy példányát találták a parton, melyet az előttük ott járó felfedezők felejtettek ott, és ezért nevezték el róla a tavat.